# Velika masonska loža Srbije
Velika masonska loža Srbije (srp. Велика масонска ложа Србије), skraćeno VMLS, je tradicionalna slobodnozidarska velika loža u Srbiji. Osnovana je 2006. godine pod nazivom Velika ujedinjena loža Srbije.

## Povijest
Ova velika loža je osnovana 8. lipnja 2006. godine u Beogradu pod nazivom Velika ujedinjena loža Srbije (Велика уједињена ложа Србије), skraćeno VULS, od loža koje su napustile Regularnu veliku ložu Jugoslavija i Veliku nacionalnu ložu Srbije i Crne Gore kao i od bivših članova Velike lože Jugoslavije.
Godine 2007. dio članova je napustio ovu veliku ložu i formirao Ujedinjene velike lože Srbije (UVLS). Iste godine, još jedan dio članova se izdvojio i formirao udrugu Regularnu veliku ložu Srbije, Beograd pod vodstvom kontroverznog Čedomira Vukića.
Na godišnjoj skupštini 2008. godine loža je promijenila naziv u Velika masonska loža Srbije.
Početkom 2011. godine potpisuje se povelja o prijateljstvu s Velikom nacionalnom ložom slobodnih zidara Italije 1805. Na godišnjoj skupštini Konfederacije velikih loža Mediterana i južne Evrope (CGLEM), održanoj 21. svibnja 2011. godine u Sofiji, Velika masonska loža Srbije je primljena u punopravno članstvo. Kasnije je ova velika loža je bila je domaćin dva godišnja sastanka CGLEM-a, 2012. i 2018. godine.
U ožujku 2012. godine dio članova je napustio ovu veliku ložu i formirao Tradicionalnu veliku masonsku ložu Srbije (TVMLS).

## Ustroj
Sjedište Velike masonske lože Srbije je u Beogradu.
Velika loža izdaje časopis Kraljevska umjetnost od veljače 2012. godine. Časopis izlazi tromjesečno, a do kraja 2021. godine objavljeno je 40 brojeva.

### Lože
Godine 2024. pod okriljem ove velike lože djeluju tri masonske lože u Beogradu:
- Loža "Pobratim" (Ложа "Побратим") br. 1, Beograd – nosi naziv po beogradskoj loži utemeljenoj 1891. godine.
- Loža "Vaseljena" (Ложа "Васељена") br. 2, Beograd – nosi naziv po sinonimu riječi ekumena.
- Loža "Istina" (Ложа "Истина") br. 3, Beograd – nosi naziv po beogradskoj loži utemeljenoj 1920. godine.

### Uprava
Velikom masonskom ložom Srbije upravlja veliki majstor koji se bira na trogodišnje razdoblje.

### Međunarodna suradnja
Velika masonska loža Srbije je članica međunarodnih saveza:
- Konfederacija velikih loža Europe i Mediterana (od 2011. godine)[9][10]
- Konfederacija simboličke masonerije Amerike[11]

### Obred
Primarni masonski obred Velike masonske lože Srbije je Drevni i prihvaćeni škotski obred. Velika loža upravlja simboličkim stupnjevima plave lože (učenik, pomoćnik i majstor) i delegira upravljanje visokim stupnjevima na dodatna tijela i redove.

## Pridružena tijela i redovi
Upravljanje visokim stupnjevima Velika masonska loža Srbije provodi kroz pridružena tijela i redove od kojih svaki predstavlja jedan obred a na temelju potpisanih konkordata.

## Vanjske poveznice
- Službena stranica